# Spyro the Dragon
Spyro the Dragon è un videogioco a piattaforme sviluppato da Insomniac Games. Il gioco è stato pubblicato su PlayStation da Sony Computer Entertainment il 10 settembre 1998 nel Nordamerica, il 22 ottobre 1998 in Europa ed il 1º aprile 1999 in Giappone.
È il primo capitolo della fortunata saga di Spyro the Dragon, la quale ha riscosso molto successo in tutto il mondo fino a essere considerata una delle serie più popolari e amate dal pubblico internazionale e a diventare una delle icone dei giochi per PlayStation.
È possibile sbloccare una sua demo nel gioco Crash Bandicoot 3: Warped immettendo una variante del codice Konami nel menu principale.
Dal 12 dicembre 2012 è possibile scaricarlo su PlayStation 3 e PlayStation Portable tramite PlayStation Network, ma solo in lingua originale.
Un remake del gioco è incluso, insieme ai suoi due seguiti, nella raccolta intitolata Spyro: Reignited Trilogy, pubblicata per PlayStation 4 e Xbox One il 13 novembre 2018 e il 3 settembre 2019 per Nintendo Switch e Microsoft Windows.

## Trama
Il malvagio Nasty Norc (Gnasty Gnorc nell'edizione originale, mezzo gnomo e mezzo orco) odia a morte i draghi sin dal giorno in cui lo hanno esiliato in un mondo lontano, un tempo la loro discarica. Negli anni, Nasty ha modificato quel territorio, ribattezzandolo Mondo di Nasty, e ha sviluppato potenti incantesimi per trasformare le gemme dei draghi in scagnozzi e imprigionare i draghi nel cristallo. Un giorno, dopo essere stato insultato in diretta TV proprio da un drago, Nasty si infuria e trasforma tutti i draghi in statue di cristallo. Ma Spyro, un giovane drago viola, sfugge all'incantesimo grazie alle sue piccole dimensioni. Il draghetto, accompagnato dal suo amico Sparx, una libellula magica, decide di imbarcarsi in un'avventura attraverso i Regni dei Draghi, per liberare gli ottanta draghi imprigionati da Nasty e sconfiggerlo.

## Modalità di gioco
Il giocatore controlla il protagonista del gioco, Spyro, attraverso livelli 3D aperti, nei quali troverà diversi oggetti da recuperare per completare il gioco: draghi imprigionati, gemme e uova di drago. Spyro può camminare, correre, saltare, planare per brevi distanze e combattere i nemici con una fiammata o un colpo di corna. Alcuni nemici sono troppo grandi da scalfire con la carica, e potranno così essere sconfitti con il soffio infuocato, mentre altri hanno armature o scudi metallici che li rendono immuni al fuoco, e sono invece deboli alla carica.
Spyro è accompagnato nelle sue avventure da una libellula di nome Sparx, che serve per indicare i punti vita di Spyro: ogni volta che Spyro viene colpito, Sparx cambia colore (oro, blu e verde) fino a scomparire del tutto; a quel punto, se Spyro viene colpito una quarta volta, perde una vita. Per recuperare l'energia persa Spyro deve nutrire Sparx con delle farfalle, le quali si ottengono attaccando delle piccole creature sparse nei vari livelli.
In alcuni livelli è possibile trovare dei potenziamenti che aumentano i poteri del protagonista, come ad esempio la superfiamma, la supercarica o il volo.
Il gioco è suddiviso in sei "regni" caratterizzati da differenti paesaggi e da diversi tipi di draghi che ci abitano e che danno il nome al regno (mondi degli Artigiani, Pacificatori, Stregoni, Domatori, Tessisogni e infine il mondo di Nasty che era un tempo l'immondezzaio dei draghi).
Ciascun regno è caratterizzato da sei livelli, tra cui un livello di volo e il livello che custodisce la sfida con uno scagnozzo di Nasty Norc, boss a capo del regno stesso. In Spyro: Reignited Trilogy alcuni livelli hanno un nome diverso.

## Personaggi

### Protagonisti e alleati
- Spyro: un drago viola, protagonista del gioco.
- Sparx: la libellula di Spyro, suo principale protettore.
- Zoe: una fata che salva i progressi di Spyro durante la sua avventura.
- Draghi: divisi in cinque famiglie e imprigionati nel cristallo da Nasty, dispensano utili consigli a Spyro, ma talvolta sottovalutano il valore del draghetto.
- Aeronauti: di origine sconosciuta, sei in tutto, traghettano Spyro da un Mondo all'altro con la loro mongolfiera al raggiungimento di determinati obiettivi.

### Antagonisti e altri nemici
- Nasty Norc: capostipite della razza Norc, odia a morte i draghi, responsabili del suo esilio.
- Norc (Gnorcs nella versione originale): i nemici più comuni, possono essere di vari colori e avere vari tipi di attacchi. Generalmente possono essere sconfitti sia col fuoco che con le corna, ma alcuni di loro sono protetti da scudi o armature resistenti al fuoco. Si differenziano molto tra loro nell'aspetto, assomigliando talvolta a troll.
- Maghi: nemici con diverse capacità. Alcuni muovono oggetti e piattaforme, altri lanciano palle di ghiaccio o scatenano vortici, e altri ancora lanciano saette.
- Ladri: generalmente vestiti di blu, se avvistano Spyro, iniziano a scappare velocemente. Hanno rubato uova di drago, gemme o chiavi.
- Animali e altre creature: generalmente dotati di corna e zanne (come tori, montoni o cinghiali), sono molto veloci e se vedono Spyro iniziano a rincorrerlo.

Una volta eliminati, i nemici rilasciano un oggetto da raccogliere, per esempio una gemma.

## Doppiaggio
| Personaggio | Doppiatore originale                                                     | Doppiatore italiano                               |
| ----------- | ------------------------------------------------------------------------ | ------------------------------------------------- |
| Spyro       | Carlos Alazraqui                                                         | Siro Carraro                                      |
| Sparx       | (non doppiato)                                                           | (non doppiato)                                    |
| Nasty Norc  | Michael Gough                                                            | Alessandro Ricci                                  |
| Draghi      | Clancy Brown Carlos Alazraqui Michael Gough Jamie Alcroft Michael Conner | Alessandro Ricci Luigi Chiappini Massimo Marinoni |

## Colonna sonora
I brani presenti all'interno del gioco sono stati composti da Stewart Copeland, batterista del gruppo The Police. Prima di comporre i brani, Copeland ha giocato ai livelli senza musica, in modo da trovare la giusta ispirazione.

## Accoglienza
| Testata                             | Giudizio |
| ----------------------------------- | -------- |
| GameRankings (media al 09-12-2019)  | 85.44%   |
| Electronic Gaming Monthly           | 8.3/10   |
| Game Revolution                     | B+       |
| Gamespot                            | 8.3/10   |
| IGN                                 | 9/10     |
| Official PlayStation Magazine (USA) | 4/5      |
| PSM                                 | 4/5      |

Il gioco ha ricevuto nel complesso critiche positive, riguardanti soprattutto la fantasia e l'ambientazione con le quali sono stati costruiti i Regni dei Draghi, le animazioni e la notevole vastità dei livelli 3-D, oltre alla buona qualità della grafica. Tutte queste caratteristiche lo hanno fatto diventare in breve tempo uno dei migliori videogiochi a piattaforme nella storia della PlayStation.
Spyro the Dragon rientra nella lista dei videogiochi per PlayStation più venduti, con più di 5 milioni di copie vendute a livello globale.